# سینوه سولمدال
سینوه سولمدال (انگلیسی: Synnøve Solemdal؛ زاده ۱۵ مهٔ ۱۹۸۹) ورزشکار دوگانه اهل نروژ است.

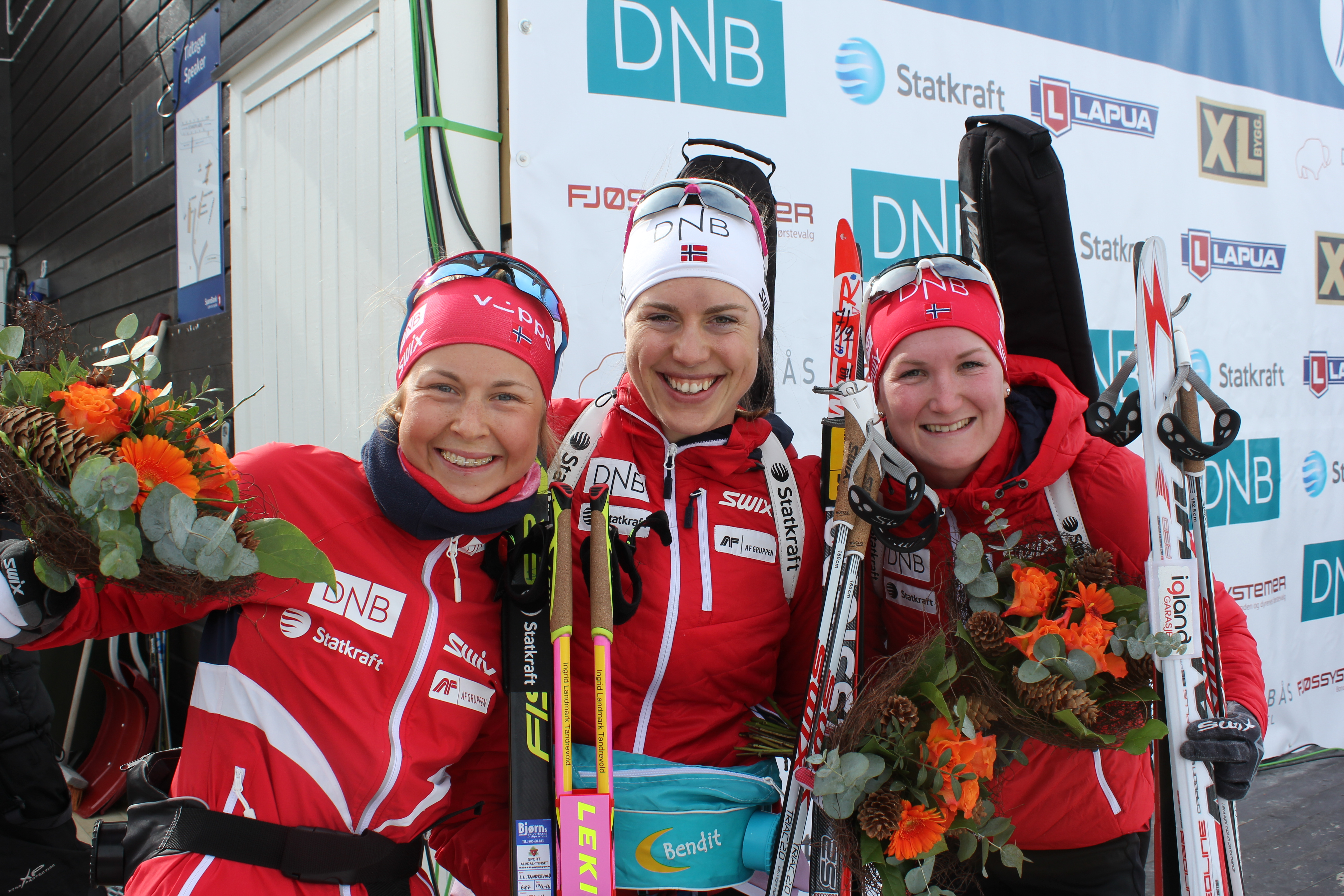
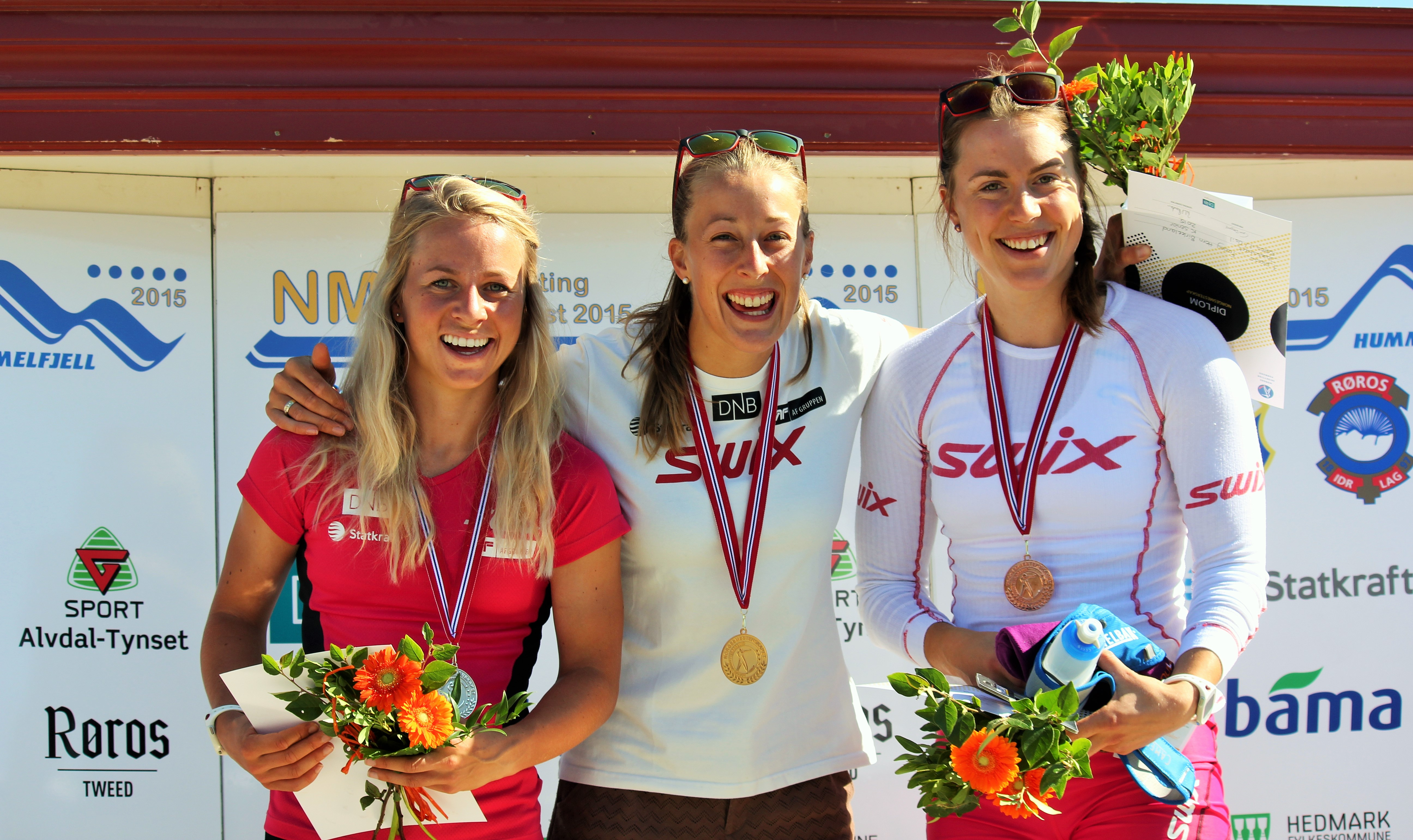
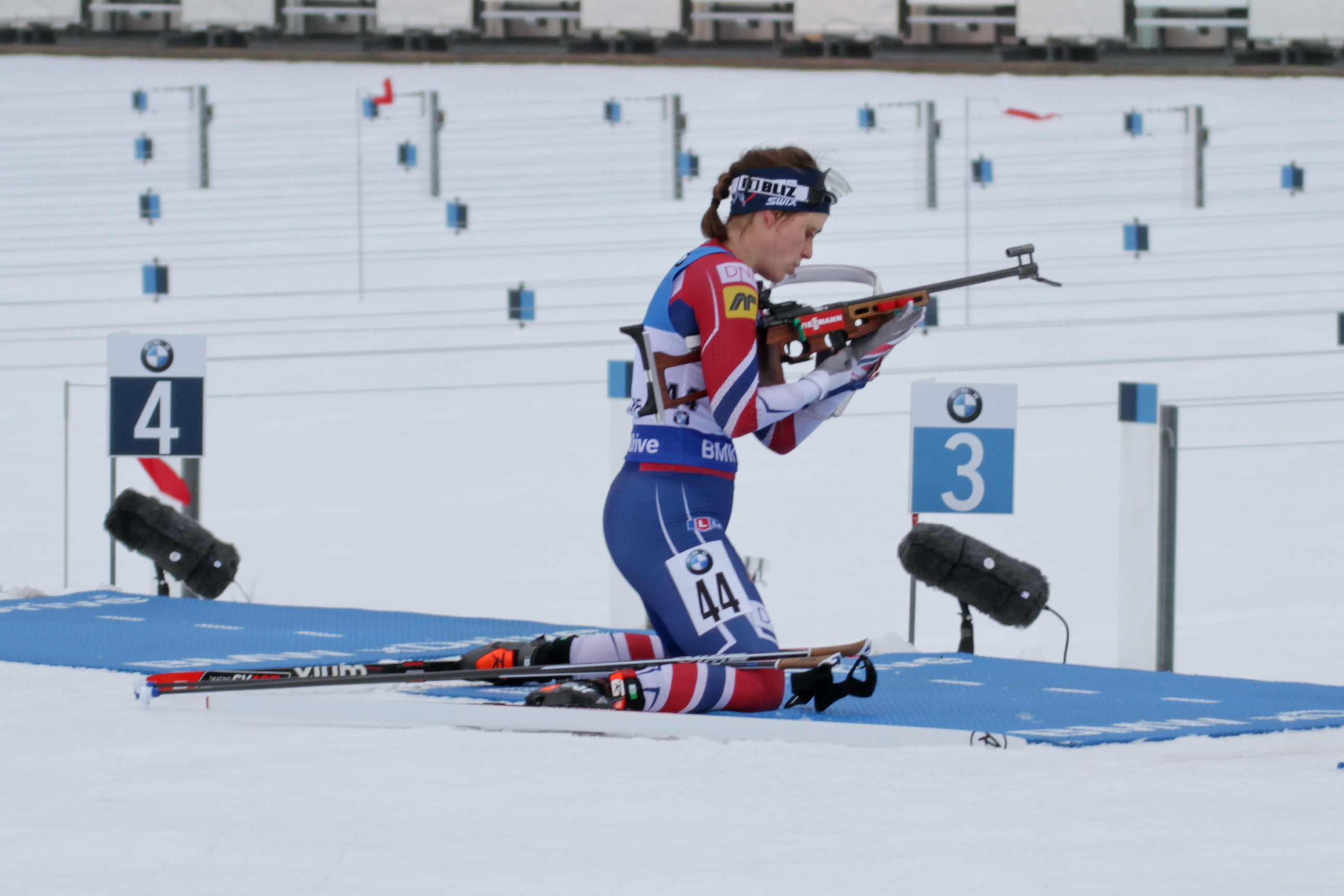